# 維納里夫卡 (白采爾克瓦區)
49°24′28″N 30°6′15″E / 49.40778°N 30.10417°E

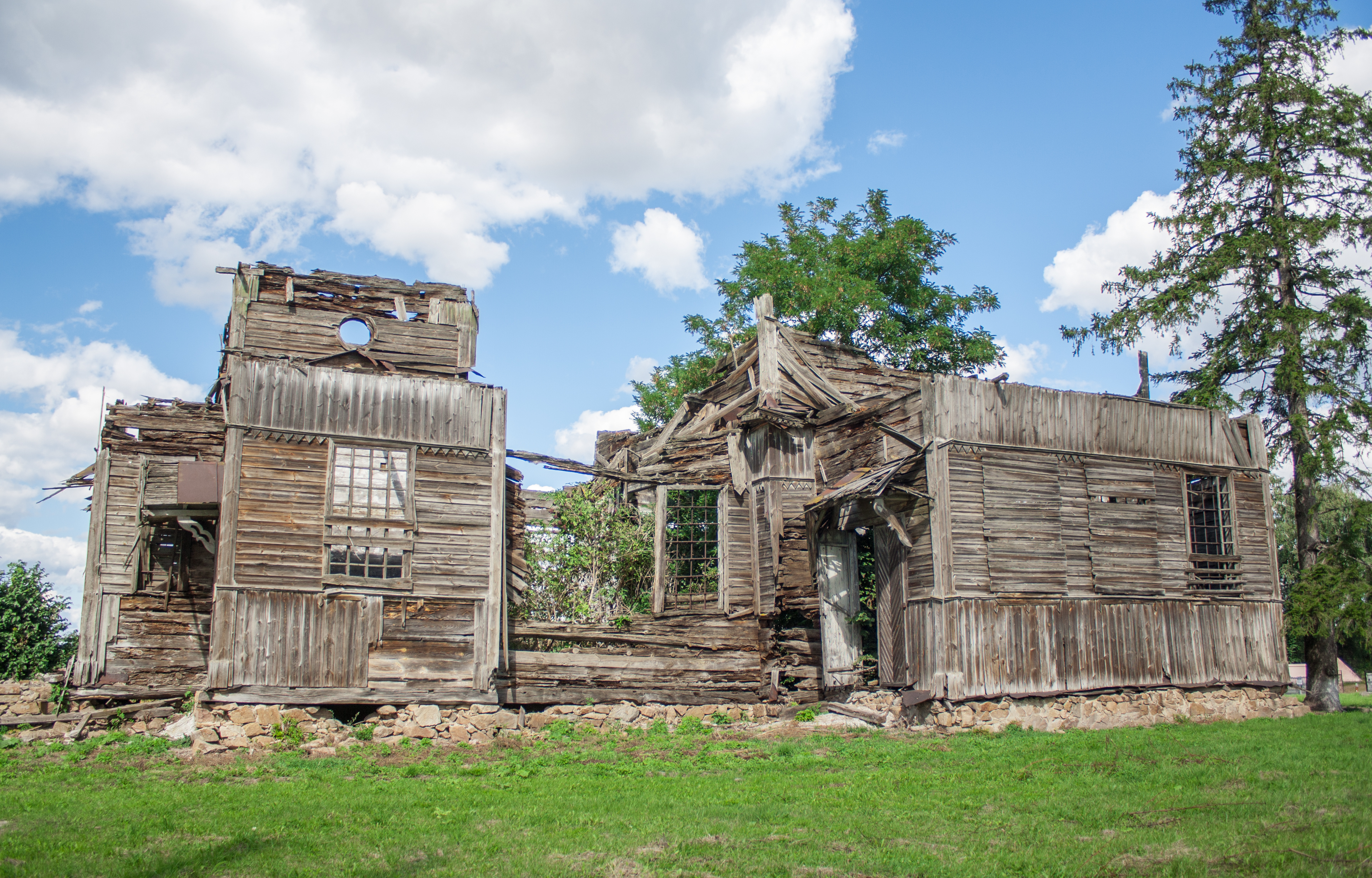
教堂遗址

維納里夫卡（烏克蘭語：Винарівка）是位於烏克蘭北部的村莊，由基辅州白采爾克瓦區的斯塔維謝市鎮負責管轄。該村始建於1657年，面積2.21平方公里，海拔高度228米，2001年人口753，人口密度每平方公里341.3人。